# Ernest Tché Noubossi
Ernest Tché Noubossi est un athlète camerounais, né le 26 août 1956,, . Il est spécialisé au 400m, saut en longueur et triple saut, sa dernière participation étant aux Jeux Olympiques de 1988.

## Carrière sportive
Dès ses débuts sur la scène publique en 1982 aux championnats camerounais d'athlétisme, Ernest Tché Noubossi a remporté 16 médailles d'or dans diverses disciplines au courant des années qui suivent jusqu'en 1988.
Sur le plan international, il a participé aux Jeux Olympiques de Los Angeles en 1984 ainsi que ceux de Tokyo en 1988. En 1987, il remporte 02 médailles d'or lors des championnats d'Afrique Centrale avec l'équipe du Cameroun.
Sa dernière performance a été réalisée lors des Jeux Olympiques de 1988, décrochant la 5ème place pour le 400m hommes.

## Distinctions
| Année | Discipline        | Performance | Médaille      |
| ----- | ----------------- | ----------- | ------------- |
| 1982  | Triple saut       | 14.73       | Médaille d'or |
| 1982  | Saut en longueur  | 6.17        | Médaille d'or |
| 1983  | Lancer de poids   | 13.20       | Médaille d'or |
| 1983  | Triple saut       | 14.76       | Médaille d'or |
| 1983  | Saut en longueur  | 6.58        | Médaille d'or |
| 1984  | Saut en longueur  | 6.56        | Médaille d'or |
| 1984  | Triple saut       | 14.98       | Médaille d'or |
| 1984  | Lancer de poids   | 13.25       | Médaille d'or |
| 1985  | 100m              | 10.6        | Médaille d'or |
| 1985  | Lancer de poids   | 15.67       | Médaille d'or |
| 1985  | Saut en longueur  | 7.04        | Médaille d'or |
| 1985  | Lancer de javelot | 61.42       | Médaille d'or |
| 1986  | Lancer de poids   | 14.95       | Médaille d'or |
| 1987  | Lancer de javelot | 54.80       | Médaille d'or |
| 1987  | Lancer de poids   | 14.10       | Médaille d'or |
| 1988  | 400m              | 47.9        | Médaille d'or |

| Année | Discipline | Médaille      | Performance |
| ----- | ---------- | ------------- | ----------- |
| 1987  | 4x100m     | Médaille d'or | 41.9        |
| 1987  | Décathlon  | Médaille d'or | 6108        |

| Année | Lieu        | Discipline              | Position |
| ----- | ----------- | ----------------------- | -------- |
| 1984  | Los Angeles | 4x400m Hommes           | 7        |
| 1984  | Los Angeles | Saut en longueur Hommes | 13       |
| 1984  | Los Angeles | Triple saut Hommes      | 14       |
| 1988  | Tokyo       | 400m Hommes             | 5        |